# Fondodevila (Río)
Fondodevila (llamada oficialmente Fondo de Vila) es una aldea situada en la parroquia de Río, del municipio español de Río, en la provincia de Orense, Galicia.

## Demografía
| Gráfica de evolución demográfica de Fondodevila entre 2000 y 2023 |
|                                                                   |
| Datos según el nomenclátor publicado por el INE.                  |